# Hackenköpfe
Die Hackenköpfe sind eine Reihe von Gipfeln im westlichen Kaisergebirge in Österreich. Ihre maximale Höhe beträgt 2125 m ü. A.

## Lage
Sie befinden sich in dem vom Sonneck nach Westen verlaufenden Bergkamm zwischen Treffauer und Scheffauer. Der Westliche Hackenkopf weist eine Höhe von 2092 m ü. A. auf, der Mittlere Hackenkopf kommt auf 2119 m ü. A. und der Östliche Hackenkopf ist mit 2125 m ü. A. der höchste Gipfel der Gruppe. Alle Gipfel gehören zum Gemeindegebiet von Kufstein.

## Geologie, Fauna und Flora
Die Hackenköpfe bestehen vornehmlich aus Kalkgestein. Nach Norden fallen sie in bis 800 m hohen Felswänden zum Kaisertal hin ab, nach Süden in schroffen, steilen teils grasdurchsetzten und stellenweise schrofigen Felsflanken. Der Grat ist felsdurchsetzt und weist auch zahlreiche grasbewachsene Stellen auf. Neben äußerst schmalen Gratabschnitten gibt es auch größere grasbewachsene Mulden und Einschnitte. Insbesondere im Übergang zum Wiesberg leben Gämsen.

## Routen
Am häufigsten werden sie entweder über den Grat vom Sonneck oder über den Grat vom Scheffauer erklommen. In der Regel erfolgt die Begehung von West nach Ost, d. h. vom Scheffauer aus, da die schwierigeren Passagen dadurch im Aufstieg liegen. 
Der Normalweg beinhaltet zahlreiche Kletterpassagen mit bis zu Schwierigkeit II nach UIAA und teils auch längere Abschnitte mit Pfadspuren und ist nicht gesichert; stellenweise mit Steinmännern und abschnittsweise mit roten Punkten markiert. Viele ausgesetzte Abschnitte, teilweise ist der zu begehende Grat äußerst schmal. Der Westliche Hackenkopf kann nur mit Kletterei im Schwierigkeitsgrad II erreicht werden, die beiden anderen Gipfel können von Osten auch im Schwierigkeitsgrad I bestiegen werden. Die beiden schwierigsten Stellen sind von West nach Ost die Wandstufe (Haken mit Bandschlinge) am Ende der Pfadspur, die vom Widerauersteig Richtung Westlichem Hackenkopf führt, und die kaminartige Rinne vor dem Mittleren Hackenkopf. Trittsicherheit, Schwindelfreiheit, Klettergeschick und guter Orientierungssinn sind in jedem Fall erforderlich. 
Der Einstieg von Westen beginnt mit einer Pfadspur auf der Nordseite etwa 20 Meter hinab vom Sattel am Beginn des Widauersteiges; von Osten beginnt der Einstieg dort, wo der markierte Bergsteig von der Kaiserhochalm zur Kopfkraxn/Sonneck den Grat des Wiesberges erreicht. Die beliebte, aber anspruchsvolle Überschreitung des Kammes vom Scheffauer zum Sonneck mit Ausgangspunkt Scheffau am Wilden Kaiser führt über alle drei Hackenköpfe hinweg, wobei der Östliche Hackenkopf auch umgangen werden kann.
Die schwierigsten Stellen sind von West nach Ost das senkrechte Felswandl hinter der Scharte nach dem Ende der Pfadspur vom Einstieg (dort erleichtert ein Normalhaken den Aufstieg, II+, schwierigste Stelle der gesamten Überschreitung). Ein Stück weiter wird der Grat zum Mittleren Hackenkopf sehr schmal (spitze Felsschneide), davor wird rechts kurz abgeklettert (II-) und unterhalb westseitig gequert (zwei Normalhaken). Sehr ausgesetztes schmales felsiges Gratstück vor dem Gipfelaufbau des Mittleren Hackenkopfes, danach am Gipfelaufbau selbst eine gut gestufte kaminartige Felsrinne (oft nass, II). Vor dem Östlichen Hackenkopf eine kurze Abkletterstelle (II), die auch östlich umgangen werden kann. Nach dem Östlichen Hackenkopf eine abschüssige ostseitige sehr ausgesetzte Querung auf einem Felsband (sehr schmal, I). Es folgt dann noch die Traverse einer glatten, abschüssigen Felsplatte (I).
Die Gehstrecke/Kletterlänge beträgt über drei Kilometer (Scheffauer bis Sonneck), der Zeitbedarf liegt bei drei bis vier Stunden. Bei Nässe ist von der Tour abzuraten.